# Seznam římských císařů (800–924)
Seznam císařů Římské říše zahrnuje panovníky vládnoucí na územích západní Evropy v letech 800 až 924.
Na sklonku roku 800 došlo k obnovení starověké Římské říše a na území západní Evropy tak vznikla rozhodující mocnost, působící jako protisíla k východní Byzantské říši. Prvním císařem byl 25. prosince 800 papežem Lvem III. korunován franský král Karel, zvaný Veliký. Karel byl vynikající válečník i státník, za jeho vlády došlo k územnímu rozšíření Franské říše a především k rozmachu kulturnímu (tzv. Karolinská renesance).
I když nebyl císařský titul dědičný, stal se dalším císařem Karlův syn  Ludvík I. Pobožný a posléze vnuk Lothar. Lothar však, už na základě Verdunské smlouvy, ovládal pouze území tzv. Středofranská říše, čímž došlo k omezení vlivu panovníka a následovalo období tzv. „malých císařů“. Zásadní zlom nastal až roku 962, kdy byl papežem Janem XII. korunován německý král Ota I., dnes považovaný za jednoho z nejmocnějších panovníků západní Evropy a nositel přízviska „Veliký“. 

## Císařové Římské říše (Romanum imperium)
| Císař                 | Portrét | Dynastie       | Korunovace                                            | Vládl do                                                 |
| Karel I. Veliký       |         | Karlovci       | 25. prosince 800 11. září 813 Lvem III.               | 28. ledna 814                                            |
| Ludvík I. Pobožný     |         | Karlovci       | na spolucísaře 11. září 813 5. října 816 Štěpánem IV. | 13. listopadu 833, sesazen                               |
| Ludvík I. Pobožný     |         | Karlovci       | 1. března 834                                         | 20. června 840                                           |
| Lothar I.             |         | Karlovci       | na spolucísaře r. 817 5. dubna 823 Paschalem I.       | 29. září 855                                             |
| Ludvík II.            |         | Karlovci       | na spolucísaře 6. dubna 850 Lvem IV.                  | 12. srpna 875                                            |
| Karel II. Holý        |         | Karlovci       | 25. prosince 875 Janem VIII.                          | 6. října 877                                             |
| Karel III. Tlustý     |         | Karlovci       | 12. února 881 Janem VIII.                             | 11. listopadu 887, sesazen / nebo do smrti 13. ledna 888 |
| Wido ze Spoleta       |         | Widoni         | 21. února 891 Formosem                                | 11. listopadu 894                                        |
| Lambert ze Spoleta    |         | Widoni         | 30. dubna 892 Formosem                                | 15. října 898                                            |
| Arnulf Korutanský     |         | Karlovci       | 22. února 896 Formosem                                | 8. prosince 899                                          |
| Ludvík III.           |         | Bosovci        | 12. února 901 Benediktem IV.                          | 21. července 905                                         |
| Berengar I. Furlanský |         | Unruochovci    | 25. prosince 915 Janem X.                             | 7. dubna 924                                             |
| Interregnum           |         |                |                                                       |                                                          |
| Ota I.                |         | Saská dynastie | 2. února 962                                          | 7. května 973                                            |